# 阿曼尼莎汗
阿曼尼莎汗（維吾爾語：ئاماننىسا خان‎ Amannisa xan，1526年—1560年，一说1534年（或1533年）—1567年），又译作阿曼尼萨罕，维吾尔族历史上的音乐家、诗人，叶尔羌汗国第二代汗王拉失德的王妃。新疆和田人毛拉·艾斯木吐拉穆吉孜（Mu'jiz或Mojize）于1854年（回历1271年）出版的《乐师史》（Tavārikh-i mūsīqiyyūn）是目前已知关于阿曼尼莎汗生平事迹的唯一资料来源，该手稿于1982年被中国科学院民族研究所翻译成现代维吾尔语。

## 生平简介
阿曼尼莎汗出生在提孜那甫河畔的夏河塔塔尔村，即今天的莎车县喀拉苏乡夏甫吐鲁克村（一说提孜那甫河畔的库木西村，即今麦盖提县境内；一说在提孜那甫河畔的刀郎人聚居地，即今塔什库尔干县境内）。她的父亲马合木提是砍柴人兼民间艺人。8岁那年，阿曼尼莎汗的母亲去世，之后她一直跟随父亲打柴为生。14岁时，拉失德汗到提孜那甫河畔狩猎，夜晚化妆成牧民向马合木提借宿。阿曼尼莎汗便为大汗献上了一首加扎勒。大汗对此印象非常深刻，给她父亲聘礼，把她娶为王妃。在大汗的支持下，她邀请大量著名的木卡姆乐师，整理并创作了十二木卡姆。34岁时，阿曼尼莎汗因难产死去。

## 后世纪念

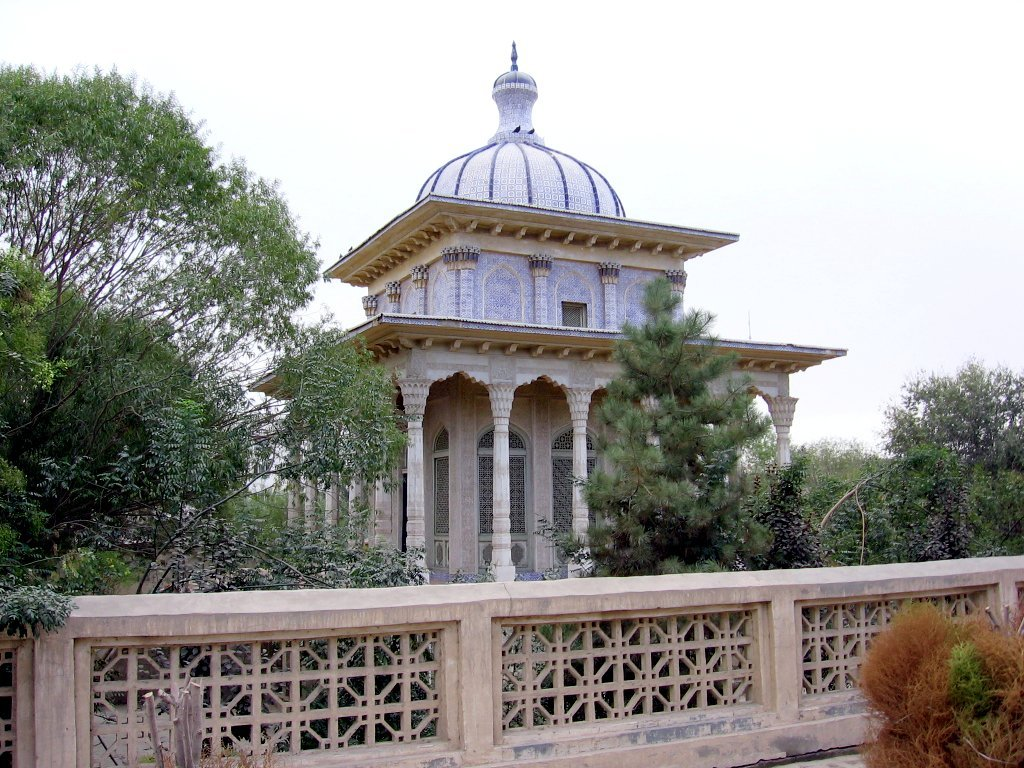
叶尔羌的阿曼尼莎汗陵

叶尔羌汗国时期，女性不可以葬入王陵，但为了祭奠阿曼尼莎汗20年来潜心整理十二木卡姆的功绩，拉失德汗破例允许阿曼尼莎汗以叶尔羌第二代汗王王妃的身份葬入叶尔羌汗国王陵。人们也不忍心将她和难产而去世的女儿分离，便修建了大小两座陵墓，将母女俩葬在了一起。三年后，拉失德汗去世，遵照他的意愿，后人将他的陵墓与阿曼尼莎汗陵紧密相依。
1983年，原新疆维吾尔自治区党委书记赛福鼎·艾则孜发表了一部关于阿曼尼莎汗的剧本，描写了她与拉失德汗的第一任妻子亚迪加尔（Yadigar）的矛盾冲突。1993年，赛福鼑的剧本被翻拍成电影《阿曼尼萨罕》，于1994年8月7日在中国大陆上映。
1992年，莎车县为纪念十二木卡姆主编人阿曼尼莎汗，主持修建了阿曼尼莎汗纪念陵，并于当年8月6日正式成为对外开放。纪念陵以民俗建筑艺术风格修建，从地下的墓穴到上面的拱顶共分三层。有14层白色台阶，20根柱子环绕四周，分别代表着阿曼尼沙汗14岁时嫁给拉失德汗当王妃，用20年的时间去整理木卡姆，在她34岁那年因难产而离开人世。
新疆维吾尔木卡姆艺术于2005年入选联合国教科文组织第三批人类口头和非物质文化遗产名录，于2006年被列为中国第一批国家级非物质文化遗产名录。2007年中国发射的的探月卫星“嫦娥一号”到达绕月轨道后，在距地球38万公里以外的太空，向地球播放的30首曲目中，就有十二木卡姆的部分选曲。